# TOI 1338
Binaire spectroscopique
Binaire à éclipses
Source de proche infrarouge (d)
TOI 1338 est une étoile binaire située à ∼ 1 320 a.l. (∼ 405 pc) du système solaire dans la constellation du Peintre. Découverte par le Transiting Exoplanet Survey Satellite (TESS), il s'agit du premier système binaire autour duquel le satellite a confirmé la présence d'un objet circumbinaire, l'exoplanète TOI 1338 b,

## Caractéristiques
Les deux étoiles possèdent une masse d'environ 1,13 et 0,313 M☉, sont respectivement des étoiles F8V et naine rouge et tournent l'une autour de l'autre en 14,6 jours.
Pour la planète TOI 1338 b, sa masse est estimée à 6,9 M⊕ et elle fait une orbite autour de l'étoile binaire en 94 jours.

## Planètes
L'exoplanète TOI 1338 b aurait été découverte par Wolf Cukier (né en 2002), un étudiant de 17 ans durant un stage à la NASA en été 2019.